# آلیس آرنو
آلیس آرنو (فرانسوی: Alice Arno‎؛ زادهٔ ۲۹ ژوئن ۱۹۴۶) بازیگر اهل فرانسه است.
از فیلم‌هایی که وی در آن نقش داشته‌است، می‌توان به آن سوی آینه، کنتس منحرف، اوژنی دو ساد، دورو، دسته سیسیلی‌ها، زن خون‌آشام و باکره‌ای میان مردگان زنده اشاره کرد.